# 日菜菜彩音
日菜菜彩音（日語：日菜々はのん，1996年9月16日—），日本AV女優。所屬事務所是マインズ。

## 簡歷
2017年6月以S1的專屬女優身分在AV界出道。所屬事務所是ギルイフィー。
2018年7月3日於官方Twitter上宣布將事務所移到マインズ。
2018年6月29日以研究生身分加入惠比壽麝香葡萄1.5。8月24日升為正式成員（團名改為「惠比壽麝香葡萄」）。
之後因身體不適而暫停活動。
2019年4月2日從惠比壽麝香葡萄畢業。

## 人物
興趣是跳舞、散步和競技啦啦隊。

## 雜誌
- 週刊実話 2017年6月1日号（日本ジャーナル出版） - 裝訂「現役女子大生チアリーダーが脱いだ!!」
- 週刊実話 2017年6月8日号（日本ジャーナル出版） - 採訪
- FLASH 2017年6月13日号（光文社） - 寫真偶像「現役女子大生脱いだっ!」
- 週刊実話 2017年7月20日号（日本ジャーナル出版） - 寫真偶像「女子大生の裸身」
- 実話大報 2017年9号（ジーオーティー） - 寫真偶像、採訪